# Dasineura corylina
Dasineura corylina är en tvåvingeart som först beskrevs av Jean-Jacques Kieffer 1913.  Dasineura corylina ingår i släktet Dasineura och familjen gallmyggor. Inga underarter finns listade i Catalogue of Life.